# Hàng không năm 1947
Đây là danh sách các sự kiện hàng không nổi bật xảy ra trong năm 1947:

## Các sự kiện

### Tháng 1
- 26 tháng 1 - một chiếc Douglas Dakota của hãng hàng không KLM gặp rai nạn ngay khi vừa cất cánh từ Copenhagen, giết chết 22 người, kể cả Hoàng tử Gustaf Adolf của Thuỵ Điển.

### Tháng 3
- 14 tháng 3 - hàng hàng không Saudi Arabian Airlines bắt đầu hoạt động phục vụ đều đặn.

### Tháng 4
- 4 tháng 4 - hãng hàng không International Civil Aviation Organisation được thành lập.

### Tháng 5
- 28 tháng 5 - hãng hàng không BSAA thử nghiệm chuyên bay không dừng lại từ London đến Bermuda sử dụng thao tác tiếp nhiên liệu trên không phía trên Açores

### Tháng 6
- 17 tháng 6 - Pan Am bắt đầu mở tuyến đường bay từ New York đến San Francisco.
- 19 tháng 6 - đại tá Albert Boyd lập một kỷ lục thế giới về vận tốc, đạt 623.62 mph (1.003 km/h) trên một chiếc Lockheed P-80 Shooting Star (kỷ lục này vẫn chậm hơn so với kỷ lục được người Đức thực hiện trong Chiến tranh thế giới II, nhưng không được công khai thừa nhận).

### Tháng 7
- 3 tháng 7 - Không quân Philippine được thành lập.
- 15 tháng 7 - hãng hàng không Northwest Airlines thực hiện chuyến bay thương mại chở hành khách đầu tiên từ Mỹ đến Nhật Bản, sử dụng The Manila, một máy bay Douglas DC-4, bay qua Anchorage. Từ Tokyo, chuyến bay tiếp tục đến Seoul, Thượng Hải, và Manila.

### Tháng 8
- 3 tháng 8 - một cuộc diễu hành diễn ra ở Tushino, Liên Xô, trong cuộc diễu hành này xuất hiện các máy bay phản lực mới của Liên Xô, bao gồm: Yak-19, La-150, La-156, La-160, Su-9, Su-11.
- 10 tháng 8 - BEA bắt đầu phục vụ các chuyến bay chuyên chở hàng hóa đều đặn đầu tiên trên thế giới.
- 14 tháng 8 - Không quân Hoàng gia Pakistan được thành lập.
- 20 tháng 8 - một kỷ lục tốc độ thế giới được thiết lập, đạt 640 mph (1.031 km/h) trên một chiếc Douglas Skystreak.
- 25 tháng 8 - Douglas Skystreak đạt vận tốc 650 mph (1.047 km/h).

### Tháng 9
- 18 tháng 9 - Không quân Hoa Kỳ trở thành một lực lượng độc lập hoàn toàn.

### Tháng 10
- 1 tháng 10 - Los Angeles Airways bắt đầu các chuyến bay vận chuyển bưu phẩm theo lịch trình bằng trực thăng.
- 1 tháng 10 - George Welch được cho là đã phá vỡ bức tường âm thành khi anh ta lao xuống trên một chiếc XP-86 Sabre.
- 14 tháng 10 - Chuck Yeager điều khiển máy bay phản lực Bell X-1 phá vỡ hàng rào âm thanh, chuyến bay siêu âm đầu tiên có điều khiển.
- 24 tháng 10 - chiếc DC-6 (NC37510), trong chuyến bay mang tên United Airlines Flight 608 trên đường đi đến Chicago từ Los Angeles đã phát hỏa và nổ tung khi đang cố gắng hạ cánh khẩn cấp xuống sân bay tại Bryce Canyon, Utah.

### Tháng 11
- Phi đội VMF-122 thuộc Thủy quân lục chiến Hoa Kỳ nhận được những chiếc McDonnell FH-1 Phantoms vào biên chế, trở thành đơn vị chiến đấu đầu tiên của USMC được trang bị máy bay phản lực.

## Chuyến bay đầu tiên
Tháng 1
- 8 tháng 1 - Yakovlev Yak-19
- 11 tháng 1 - McDonnell XF2D-1 Banshee, sau này có tên gọi là XF2H-1

Tháng 3
- Lavochkin La-156

Tháng 5
- 28 tháng 5 - Sukhoi Su-11 (1947), máy bay đầu tiên được thiết kế với động cơ phản lực của Liên Xô
- 28 tháng 5 - Douglas Skystreak

Tháng 6
- Yakovlev Yak-15U, mẫu thử nghiệm của Yak-17
- Lavochkin La-160, máy bay tiêm kích cánh cụp đầu tiên của Liên Xô
- 22 tháng 6 - Martin XB-48
- 25 tháng 6 - Boeing B-50
- 30 tháng 6 - Avions Fairey Junior - OO-TIT
- 30 tháng 6 - Vickers Valetta VL249

Tháng 7
- 8 tháng 7 - Boeing 377
- 8 tháng 7 - Yakovlev Yak-23
- 16 tháng 7 - Saunders-Roe SR.A/1 TG263
- 21 tháng 7 - Aero 45
- 24 tháng 7 - Ilyushin Il-22
- 27 tháng 7 - Tupolev Tu-12, máy bay ném bom phản lực đầu tiên của Liên Xô
- 27 tháng 7 - Bristol Sycamore, trực thăng đầu tiên của Anh

Tháng 9
- 2 tháng 9 - Hawker P.1040 VP401

Tháng 10
- 1 tháng 10 - North American XP-86

Tháng 11
- 2 tháng 11 - Hughes H-4 "Spruce Goose"
- 2 tháng 11 - Yakovlev Yak-25 (1947)

Tháng 12
- C-119 Flying Boxcar
- 17 tháng 12 - Boeing XB-47
- 30 tháng 12 - Mikoyan-Gurevich I-310, mẫu thử nghiệm của MiG-15

## Bắt đầu hoạt động
Tháng 4
- Douglas DC-6 trong hãng hàng không American Airlines

Tháng 10
- 31 tháng 10 - Avro Tudor 4 trong hãng hàng không British South American Airways

Tháng 11
- Republic F-84B Thunderjet trong Nhóm chiến đấu 14 của Không quân Hoa Kỳ.